# Niederrußbach
Niederrußbach (früher auch Unterrußbach) ist eine Ortschaft und eine Katastralgemeinde der Gemeinde Rußbach im Bezirk Korneuburg in Niederösterreich. Die Ortschaft hat 826 Einwohner (Stand 1. Jänner 2024). Bis Ende 1969 war Niederrußbach eine selbständige Gemeinde.

## Geografie
Der an der Horner Straße gelegene Ort, von der mehrere Nebenstraßen in den Ort abzweigen, ist der Hauptort der Gemeinde. Er wird vom Hundsgraben entwässert, einem rechten Zubringer der Schmida.

## Geschichte
Die nach Schweickhardt gut bestifteten Bauern verfügten teilweise über 40 Joch, die sie im Wein- und Feldbau bewirtschafteten. Von Bedeutung war auch der Obstbau. Laut Adressbuch von Österreich waren im Jahr 1938 in der Ortsgemeinde Niederrußbach ein Arzt, zwei Bäcker, zwei Binder, ein Elektrotechniker, ein Fleischer, zwei Friseure, zwei Gastwirte, vier Gemischtwarenhändler, ein Glaser, eine Hebamme, ein Maler, zwei Marktfahrer, ein Mechaniker, ein Obst- und Gemüsehändler, ein Sattler, ein Schlosser, zwei Schmiede, ein Schneider und zwei Schneiderinnen, sechs Schuster, drei Trafikanten, zwei Tischler, ein Viehhändler, drei Viktualienhändler, zwei Wagner, vier Weinsensale und mehrere Landwirte ansässig. Die Gemeinde betrieb nahe beim Ort eine Ziegelei.
Am 1. Jänner 1970 wurden im Zuge der Niederösterreichischen Kommunalstrukturverbesserung die bis dahin selbständigen Gemeinden Niederrußbach, Oberrußbach und Stranzendorf  zur Gemeinde Rußbach zusammengelegt.

## Persönlichkeiten
- Hertha Firnberg (1909–1994), Politikerin und erste sozialdemokratische Ministerin Österreichs, wuchs hier auf